# Коларово (област Силистра)
Вижте пояснителната страница за други значения на Коларово.
Коларово е село в Североизточна България. То се намира в община Главиница, област Силистра.

## География
Село Коларово се намира на 32,5 км от областния център Силистра, на 14,9 км от общинския център Главиница и на 25,7 км от град Тутракан. Населението на Коларово е 404 души (01.02.2011 г.НСИ).
Селото е на 395 км от столицата София, на 148 км от румънската столица Букурещ и на 9 км по въздушен път от река Дунав. Коларово попада на територията на историко-географската област Южна Добруджа. Климатът е умереноконтинентален с много студена зима и горещо лято. Районът е широко отворен на север и на североизток. През зимните месеци духат силни, студени североизточни ветрове, които предизвикват снегонавявания. Средногодишната температура е около 11 °C. През летните месеци, температурите достигат до +40 C, а през зимата до -30 C. Преобладаващата надморска височина е около 123 м.
Почвите са плодородни – черноземи. Отглежда се главно пшеница, царевица и слънчоглед.

## История
От 1913 до 1940 година, селото попада в границите на Кралство Румъния, която тогава окупира Южна Добруджа. В периода между 1913 и 1940 г. село Arabagilar попада в община Туртукай (дн. Тутракан), окръг Дуростор (днешна Силистра). По силата на Крайовската спогодба селото е върнато на България през 1940 г.